# Mala Lahinja
Málá Láhinja je naselje v Sloveniji.

## Zgodovina
Vas so ustanovili uskoški Vlahi.

## Geografija
Povprečna nadmorska višina naselja je 160 m.
Pomembnejša bližnja naselja so: Mali Nerajec (1,2 km), Dragatuš (3 km) in Črnomelj (11 km).
V drugi polovici 20. stoletja so blizu vasi odkrili žilo premoga.